# Hadina
Hadina (německy Walchy) je část obce Čejov v okrese Pelhřimov v Kraji Vysočina. Nachází se asi 1 km na západ od Čejova. V roce 2009 zde bylo evidováno 22 adres. V roce 2001 zde trvale žilo 18 obyvatel. Osadou protéká Pstružný potok, který je levostranným přítokem řeky Sázavy. U Závršského rybníka stojí Vlkův mlýn, který byl do roku 1966 chráněn jako nemovitá kulturní památka. 
Část Hadina leží v katastrálním území Čejov o výměře 7,99 km2.
Vesnice Hadina přesahuje na západ i na území části Humpolec města Humpolce. Zde je název Hadina evidován jako název ulice ve městě Humpolci. Na území města Humpolce spadají i jižnější dva rybníky včetně rybníka Hadina. Zástavba u Lužické ulice západně od rybníka Hadina je v mapě popsána jako osada Humpolecké Hadiny.